# Ausenda Guterres
Ausenda Guterres   (em castelhano: Adosinda Gutiérrez; falhecida depois de 941) foi rainha pelo seu casamento cerca de 925 com o infante Ramiro, que em 931 foi proclamado rei de Leão e é conhecido com o nome de Ramiro II.

## Vida
Foi filha de Guterre Ozores de Coimbra e de Aldonça Mendes, filha do conde Hermenegildo Guterres, e aparentada com a mais alta nobreza galaico-portuguesa.
Por razões de consanguinidade ou políticas, foi repudiada cerca de 931 por seu marido o rei que para o ano seguinte já havía contraído matrimônio com Urraca Sanches de Pamplona, filha de Sancho Garcês I
Após a separação de Ramiro II, Ausenda foi monja no Mosteiro de São Salvador de Celanova onde aparece em janeiro de 941 com seus irmãos confirmando uma doacão feita por seus pais ao cenóbio e onde provavelmente morreu e foi enterrada.

## Descendência

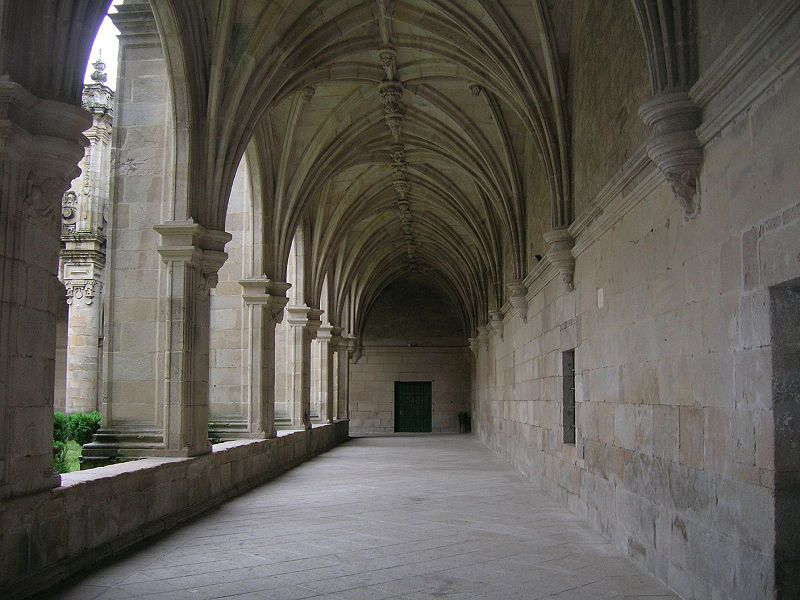
Galeria do claustro velho do Mosteiro de Celanova

Do seu casamento com o rei Ramiro II de Leão teve:
- Bermudo Ramires, faleceu em 941.[3]
- Ordonho III de Leão (925 — 956) que sucedeu a seu pai[4] e casou entre 945 e 951 com Urraca Fernandes, filha de Fernão Gonçalves, conde de Castela[1]
- Teresa Ramires, infanta de Leão (morta ca. 952), a esposa de Garcia Sanches I de Pamplona.[a]